# Paula Kinikinilau
Paula Fakavainga Kinikinilau (n. 30 august 1986 în Fangale'ounga, insula Foa, Tonga) este un jucător de rugby în XV tongalez care joacă pentru echipa națională a României. Evoluează pe postul de centru.

## Carieră
S-a născut în Tonga, dar familia sa a plecat în Noua Zeelandă când era copil. A jucat pentru cluburile Ories Poneke, Old Boys University și Otago. În septembrie 2011 a semnat la RCM Timișoara, cu care a câștigat Cupa României în 2011 și 2014, iar a fost campion național în 2012 și 2013.
În 2015 a devenit eligibil la națională a României, conform criteriilor World Rugby. Și-a făcut debutul la echipa națională a României într-un meci de pregătire la Cupa Mondială de Rugby din 2015 împotriva lui Tonga în septembrie 2015.